# Brassomys albidens
Brassomys albidens és una espècie de mamífer rosegador de la família dels múrids. És endèmic d'Indonèsia, on viu a altituds d'entre 2.800 i 3.225 msnm. El seu hàbitat natural són les landes situades per sobre del límit arbori. És una espècie en risc mínim, és a dir, no sembla que hi hagi cap amenaça significativa per a la seva supervivència. El seu nom específic, albidens, significa ‘dent blanca’ en llatí.